# Steintor Verlag
Der Steintor Verlag ist ein deutscher Verlag für bibliophile Grafik-Editionen und Mappenwerke zeitgenössischer Künstler in Möhnesee.

## Verlag in Burgdorf
Der Verlag wurde im Jahr 1969 von Rudolf Jüdes in Burgdorf (Region Hannover) gegründet. Jüdes war zuvor Kulturjournalist und von 1966 bis 1968 erster hauptamtlicher Direktor des Kunstvereins Hannover. Von 1976 an und besonders in den 1980er und 1990er Jahren zeigte Jüdes in seiner Galerie des Steintor Verlages in Meiborssen an der Weser zahlreiche Grafikausstellungen. Schwerpunkt der Aktivitäten des Verlags waren neben der Veröffentlichung bibliophiler Produktionen und künstlerischer Editionen die Förderung der Kommunikation mit und über Kunst durch Symposien und Ausstellungen. Der Steintor-Verlag in Burgdorf wurde 2014 vom Registergericht von Amts wegen gelöscht.
Editionen (Auswahl)
- WP Eberhard Eggers: Report aus dem Paradies. Sechs LSD-Zeichnungen und sechs Paraphrasen sowie eine Titelzeichnung von WP Eberhard Eggers mit kritischem Bericht und vergleichendem Kommentar von Rudolf Jüdes. 1969[4]
- Muckenmacher & Eduard's Traum, 1970.
- WP Eberhard Eggers: Pyrénées Orientales. 7 signierte Original-Radierungen, 1970.
- Kunstverein Celle (Hrsg.): Landschaft. Landschaft. Beiträge zur Landschaftsdarstellung der letzten Jahre. 1971.
- Odradek mit 13 Radierungen verschiedener Künstler, entstanden zu dem Text Die Sorge des Hausvaters von Franz Kafka, 1971.
- Peter Sorge: Zitate zur Strassenverkehrsordnung, 1973.
- Helmut Heißenbüttel, Armin Sandig: Allerneuste Abhandlung über den menschlichen Verstand erleuchtet von Armin Sandig. Mappe mit 13 Texten von Helmut Heißenbüttel und 7 Radierungen von Armin Sandig, 1973.

## Verlag in Möhnesee
1995 erfolgte der Umzug zum Möhnesee. Unter dem Dach Kunsthaus Möhnesee finden sich heute der Steintor-Verlag (mit demselben Signet, das schon Rudolf Jüdes verwendete) und die international tätige Künstlerdruckerei Kätelhön Druckgrafik, eine handwerkliche, traditionelle Werkstatt für den künstlerischen Originaldruck. Der Schwerpunkt dieser 1928  gegründeten Druckerei liegt bei Radierung, Holzschnitt und Lithographie. Sie bietet Künstlern an, in der Werkstatt die Druckplatten zu erarbeiten. Ein Druckmeister druckt den ersten Musterdruck. Nach der Billigung durch den Künstler (bon-à-tirer) wird die Auflage gedruckt.
Der Verlag gibt, wie seit 1969, Editionen in der Regel in kleinen Auflagen heraus und macht sie durch Beteiligung an Kunstmessen bekannt. Diese Editionen werden auch von öffentlichen Sammlungen gekauft.